# ÖKK
ÖKK ist ein Schweizer Versicherungsunternehmen mit Sitz in Landquart. Das Unternehmen hat eine Holdingstruktur mit einer Stiftung als oberstem Organ. ÖKK zählt über 190'000 Privatpersonen und rund 13'000 Unternehmen zu ihren Kunden, beschäftigt über 460 Mitarbeiter und bildet rund 10 Lehrlinge aus.

## Tätigkeitsgebiet
Das Unternehmen ist gesamtschweizerisch tätig und verfügt über 30 Agenturen in 8 Kantonen. Historisch und über den Hauptsitz ist die Einrichtung im Kanton Graubünden verankert. ÖKK verfügt dort über einen Marktanteil von 50 Prozent (Stand: 2020).

## Geschichte
Die Stiftung ÖKK wurde 1994 gegründet, ihre Wurzeln reichen jedoch bis um 1900 zurück. Wie in der übrigen Schweiz entstanden im Kanton Graubünden kleinere und grössere öffentliche Krankenkassen. Seit dem Zweiten Weltkrieg arbeiteten im Kanton Graubünden 39 unabhängige regionale Kassen zunehmend enger zusammen. 1994 entschlossen sie sich nach Inkrafttreten des KVG zur Gründung der Stiftung ÖKK, der sich 2004 auch die ÖKK Winterthur und 2009 die Krankenversicherung Flaachtal anschlossen. Wegen hoher Defizite wurde zum 1. Januar 2017 die kmu-Krankenversicherung in die ÖKK integriert.
Früher gab es mehrere Versicherer, die ÖKK hiessen und die in einem Verband zusammengearbeitet haben. Im Laufe der Zeit wurden ÖKK Ostschweiz zu Carena, ÖKK Luzern zu Xundheit und ÖKK Basel zu Sympany. Heute gibt es nur noch eine ÖKK mit Sitz in Landquart. Der Name «ÖKK» (ursprünglich für «Öffentliche Krankenkasse») hat keine spezifische Bedeutung mehr.

## Angebot
ÖKK bietet Versicherungslösungen aus den Bereichen Krankheit, Unfall, Erwerbsausfall und berufliche Vorsorge an. Zusammen mit Partnerfirmen deckt ÖKK auch die Bereiche Lebens-, Haftpflicht- und Sachversicherungen ab.